# Цхінвалі (футбольний клуб)
ФК «Цхінвалі» (груз. ცხინვალი) — грузинський футбольний клуб з міста Цхінвалі, заснований 1936 року.

## Хронологія назв клубу
- 1936—1989: «Спартак»
- 1990: «Ліахві»
- 1992—2006: «Цхінвалі»
- 2007—2014: «Спартак-Цхінвалі»
- 2015—: «Цхінвалі»

## Відомі гравці
- Сосо Грішікашвілі
- Георгій Деметрадзе